# Task Force on Climate-related Financial Disclosures
Die Task Force on Climate-related Financial Disclosures (TCFD) war eine internationale Arbeitsgruppe im Bereich des Finanzwesens, die von 2015 bis 2023 bestand. Sie informierte darüber, was Unternehmen tun, um die Risiken des Klimawandels zu mindern und wie sie dies in klimabezogenen Finanzinformationen transparent machen.

## Geschichte und Aufgaben
Die Task Force wurde im Dezember 2015 von den G20 und dem Financial Stability Board (FSB) gegründet und stand unter dem Vorsitz von Michael Bloomberg. Ihr gehörten Branchenexperten verschiedener Organisationen an, darunter Großbanken, Versicherungsunternehmen, Vermögensverwalter, Pensionsfonds, große nicht finanzielle Unternehmen, Wirtschaftsprüfungs- und Beratungsunternehmen sowie Ratingagenturen. Behandelt wurden die Themengebiete Governance, Strategie, Risikomanagement sowie Kennzahlen und Ziele.
Die TCFD wurde als Reaktion auf das Scheitern des Übereinkommen von Paris von 2015 entwickelt. Dieses Abkommen legte fest, dass jeder Vertragsstaat sein eigenes Engagement zur Bekämpfung des Klimawandels in sogenannten Nationally Determined Contributions (NDC) aufzeigen und fortschreiben muss. Einerseits bezeichneten die Vereinten Nationen und das Centre for Climate Change Economics and Policy das Pariser Abkommen als „historisch“, weil es die NDC-Verpflichtungen von 189 Ländern sicherte, andererseits würden diese Beiträge auch „weithin als unzureichend bewertet, um das Ziel zu erreichen, die globale Erwärmung deutlich unter 2 °C zu halten oder auf 1,5 °C zu begrenzen.“ Einer der wichtigsten Kritikpunkte am NDC-Ansatz ist der Mangel an Transparenz und internationalen Standards, anhand derer die Länder nachweisen oder offenlegen, dass sie ihre Verpflichtungen erfüllen.
Zeitgleich mit der Veröffentlichung des 6. und letzten Statusberichts 2023 am 12. Oktober 2023 hatte die TCFD ihren Auftrag erfüllt und löste sich auf.
Das FSB bat die IFRS-Stiftung, die Überwachung des Fortschritts bei den klimabezogenen Angaben der Unternehmen zu übernehmen.